# Miwa Harimoto
Miwa Harimoto (張本 美和, Harimoto Miwa), née le 16 juin 2008 à Sendai, est une pongiste japonaise. Elle est la sœur cadette de Tomokazu Harimoto.

## Biographie
Miwa Harimoto est née de parents chinois qui ont joué au tennis de table à haut niveau. Elle commence à jouer à ce sport en suivant l'exemple de son grand frère.

## Carrière
Elle est quadruple championne du monde cadette en 2021. Elle gagne le tournoi en simple, en double dames, en double mixte et en par équipes. Elle est restée invaincue sur toute la compétition.

### 2022
Elle réalise sa première performance sur le circuit senior en remportant le double mixte du WTT Contender de Tunis de 2022 avec son frère Tomokazu. Elle s'incline contre la chinoise Zhang Rui en finale du tournoi en simple.
Puis en 2022, elle devient vice-championne du monde juniore. Elle perd en finale contre sa compatriote Miyuu Kihara. Elle gagne avec celle-ci la compétition en double dames.

### 2023
En avril 2023, elle se révèle sur la scène internationale en remportant son premier titre senior en simple lors du WTT Feeder de Antalya. Avec Minami Ando, elle gagne également la compétition en double dames.
En février 2023, elle remporte avec Miyu Nagasaki le titre en double dames du WTT Star Contender de Goa. Son parcours en simple s'arrête en demi-finale contre la chinoise Wang Yidi et en finale en double mixte avec Shunsuke Togami.
En juin 2023, elle s'adjuge le WTT Contender de Tunis. Elle s'impose en finale contre la sud-coréenne Shin Yu-bin par 4 sets à 2.
Aux Jeux asiatiques de 2022 à Hanzhou, elle gagne deux médailles. Elle est la troisième joueuse de l'équipe du Japon qui perd en finale contre la Chine. Avec Miyuu Kihara, elles éliminent notamment la paire chinoise Wang Manyu/Sun Yingsha en quart de finale. Elles rapportent finalement une médaille de bronze.
Elle est la 14e joueuse mondiale senior et la 2e joueuse mondial jeune en octobre 2023.

### 2024
En août, elle fait partie de l'équipe du Japon qui est médaillée d'argent aux Jeux olympiques de Paris.
En septembre 2024, elle est une grande artisane de la victoire de l'équipe féminine du Japon contre la Chine en finale des championnats d'Asie. Cela faisait 50 ans que le Japon n'avait pas battu la Chine dans cette compétition,.
Le mois suivant, elle s'incline en finale du WTT Champions de Montpellier face à sa compatriote Satsuki Ōdō.
Elle est la 7e joueuse mondiale senior et la 1re joueuse mondial jeune en octobre 2024.
Elle est sponsorisée par la marque Butterfly.

## Parcours en club
Elle joue en 2023 pour le club de Kinoshita Abyell Kanagawa.